# Élections européennes de 2004 à Malte
Les élections européennes de 2004 à Malte ont pourvu à l'élection des cinq députés européens maltais. Elles ont eu lieu le samedi 12 juin 2004. C'est la toute première élection européenne à Malte car l'île ne faisait partie de l'Union européenne qu'au 1er mai 2004. 

## Élections
Malte utilise la méthode du scrutin à vote unique transférable pour désigner ses 5 députés au Parlement européen.
Avec 5 sièges sur 732, Malte représente, sur la période 2004-2006, 0,68 % des députés du Parlement, chiffre encore revu à la baisse à la suite de l'arrivée des députés européens de Roumanie et Bulgarie élus en 2007.
Malte possède le troisième taux de participation (82,4 %) de l'Union européenne des 25 (derrière la Belgique et le Luxembourg pratiquants, à la différence de Malte, le vote obligatoire). Ce taux est très faible par rapport aux élections nationales (toujours plus de 93 % depuis 1976).

## Candidats
La première élection à Malte pour le Parlement européen regroupe 27 candidats : 8 candidats se sont déclarés au Parti nationaliste (Partit Nazzjonalista) et 8 au Parti travailliste (Partit Laburista) ; 2 au Parti Alpha (Alpha Party) ; 1 à l'Alternative démocratique, le Parti vert (Alternattiva Demokratika, The Green Party) ; 1 au Parti républicain démocrate-chrétien (Christian Democratic Republican Party) ; 1 au Imperium Europa ; 1 au Kul Ewropa et 5 candidats indépendants.
| Candidat                 |   | Parti                                     |
| ------------------------ | - | ----------------------------------------- |
| Bezzina, Emanuel         | - | Alpha                                     |
| Zammit, John             | - | Alpha                                     |
| Cassola, Arnold          | - | Alternattiva Demokratika, The Green Party |
| Von Brockdorff, Mark     | - | Christian Democratic Republican Party     |
| Lowell, Norman           | - | Imperium Europa                           |
| Jones, Cecil Herbert     | - | Kul Ewropa                                |
| Attard Montalto, John    | - | Laburista                                 |
| Bedingfield, Glenn       | - | Laburista                                 |
| Bonnici, Owen            | - | Laburista                                 |
| Debono Grech, Joe        | - | Laburista                                 |
| Grech, Louis             | - | Laburista                                 |
| Micallef, Robert         | - | Laburista                                 |
| Mintoff, Wenzu           | - | Laburista                                 |
| Muscat, Joseph           | - | Laburista                                 |
| Busuttil, Simon          | - | Nazzjonalista                             |
| Casa, David              | - | Nazzjonalista                             |
| Drake, Joanna            | - | Nazzjonalista                             |
| Falzon, Michael          | - | Nazzjonalista                             |
| Friggieri, Joe           | - | Nazzjonalista                             |
| Spiteri Bailey, Ian      | - | Nazzjonalista                             |
| Tabone, Anton            | - | Nazzjonalista                             |
| Tedesco Triccas, Roberta | - | Nazzjonalista                             |
| Bonnici, Nazzareno       | - | Indépendant                               |
| Farrugia, Carmelo        | - | Indépendant                               |
| Iwueke, Damian C.        | - | Indépendant                               |
| Sciberras, Christopher   | - | Indépendant                               |
| Zammit, Victor           | - | Indépendant                               |

## Résultats
Le calcul du quota donne un total de voix de 40 954 pour être élu
| Candidat                 |   | Parti                                     |   | Résultats |   | Député                  |
| ------------------------ | - | ----------------------------------------- | - | --------- | - | ----------------------- |
| Bezzina, Emanuel         | - | Alpha                                     | - | 717       | - | éliminé au 3e décompte  |
| Zammit, John             | - | Alpha                                     | - | 39        | - | éliminé au 3e décompte  |
| Cassola, Arnold          | - | Alternattiva Demokratika, The Green Party | - | 22 938    | - | éliminé au 18e décompte |
| Von Brockdorff, Mark     | - | Christian Democratic Republican Party     | - | 64        | - | éliminé au 3e décompte  |
| Lowell, Norman           | - | Imperium Europa                           | - | 1 603     | - | éliminé au 3e décompte  |
| Jones, Cecil Herbert     | - | Kul Ewropa                                | - | 66        | - | éliminé au 3e décompte  |
| Attard Montalto, John    | - | Laburista                                 | - | 25 287    | - | élu au 16e décompte     |
| Bedingfield, Glenn       | - | Laburista                                 | - | 13 435    | - | éliminé au 15e décompte |
| Bonnici, Owen            | - | Laburista                                 | - | 7 280     | - | éliminé au 10e décompte |
| Debono Grech, Joe        | - | Laburista                                 | - | 14 080    | - | éliminé au 14e décompte |
| Grech, Louis             | - | Laburista                                 | - | 15 371    | - | élu au 18e décompte     |
| Micallef, Robert         | - | Laburista                                 | - | 3 390     | - | éliminé au 7e décompte  |
| Mintoff, Wenzu           | - | Laburista                                 | - | 3 182     | - | éliminé au 4e décompte  |
| Muscat, Joseph           | - | Laburista                                 | - | 36 958    | - | élu au 11e décompte     |
| Busuttil, Simon          | - | Nazzjonalista                             | - | 58 899    | - | élu au 2e décompte      |
| Casa, David              | - | Nazzjonalista                             | - | 8 782     | - | élu au 18e décompte     |
| Drake, Joanna            | - | Nazzjonalista                             | - | 7 781     | - | éliminé au 17e décompte |
| Falzon, Michael          | - | Nazzjonalista                             | - | 2 989     | - | éliminé au 6e décompte  |
| Friggieri, Joe           | - | Nazzjonalista                             | - | 5 457     | - | éliminé au 13e décompte |
| Spiteri Bailey, Ian      | - | Nazzjonalista                             | - | 3 137     | - | éliminé au 8e décompte  |
| Tabone, Anton            | - | Nazzjonalista                             | - | 5 439     | - | éliminé au 9e décompte  |
| Tedesco Triccas, Roberta | - | Nazzjonalista                             | - | 5 204     | - | éliminé au 12e décompte |
| Bonnici, Nazzareno       | - | Indépendant                               | - | 183       | - | éliminé au 3e décompte  |
| Farrugia, Carmelo        | - | Indépendant                               | - | 3 119     | - | éliminé au 5e décompte  |
| Iwueke, Damian C.        | - | Indépendant                               | - | 153       | - | éliminé au 3e décompte  |
| Sciberras, Christopher   | - | Indépendant                               | - | 24        | - | éliminé au 3e décompte  |
| Zammit, Victor           | - | Indépendant                               | - | 145       | - | éliminé au 3e décompte  |

| Parti                    | Parti                         | Abr.                          | Affiliation                   | Groupe                        | Candidats                | Voix    | %    | Sièges |
| ------------------------ | ----------------------------- | ----------------------------- | ----------------------------- | ----------------------------- | ------------------------ | ------- | ---- | ------ |
|                          | Partit Laburista              | PL                            | PSE                           | PSE                           | 8                        | 118 983 | 48,4 | 3      |
|                          | Partit Nazzjonalista          | PN                            | PPE                           | PPE-DE                        | 8                        | 97 688  | 39,8 | 2      |
|                          | Autres partis ou indépendants | Autres partis ou indépendants | Autres partis ou indépendants | Autres partis ou indépendants | 11                       | 29 051  | 11,8 | 0      |
| Total                    | Total                         | Total                         | Total                         | Total                         | Total                    | 245 722 | 100  | 5      |
| Inscrits : 304 283       |                               |                               |                               |                               |                          |         |      |        |
| Bulletins exprimés       | Bulletins exprimés            | Bulletins exprimés            | Bulletins exprimés            | Bulletins exprimés            | Bulletins exprimés       | 250 691 | 82,4 | 82,4   |
| dont bulletins invalides | dont bulletins invalides      | dont bulletins invalides      | dont bulletins invalides      | dont bulletins invalides      | dont bulletins invalides | 5 239   | 2,1  | 2,1    |
| dont bulletins valides   | dont bulletins valides        | dont bulletins valides        | dont bulletins valides        | dont bulletins valides        | dont bulletins valides   | 245 722 | 97,9 | 97,9   |
| Source : maltadata.com   |                               |                               |                               |                               |                          |         |      |        |

## Composition de la délégation
À la suite des élections, les cinq députés du Parlement européen élus pour la circonscription nationale de Malte étaient répartis comme suit :
| Députés                                            |   | Parti                                     |   | Parti européen            |
| -------------------------------------------------- | - | ----------------------------------------- | - | ------------------------- |
| John Attard-Montalto, Louis Grech et Joseph Muscat | - | Parti travailliste (Partit Laburista)     | - | Parti socialiste européen |
| Simon Busuttil et David Casa                       | - | Parti nationaliste (Partit Nazzjonalista) | - | Parti populaire européen  |

Le parti travailliste a largement remporté le scrutin ; alors que les résultats entre les deux partis sont d'habitudes très serrés, le parti nationaliste au pouvoir accuse un retard de plus de 20 000 voix.